# Vibrac (Charente)
Vibrac é uma comuna francesa na região administrativa da Nova Aquitânia, no departamento de Charente. Estende-se por uma área de 2,82 km². Em 2010 a comuna tinha 287 habitantes (densidade: 101,8 hab./km²).